# Cher Lloyd-diszkográfia
Cher Lloyd brit énekesnő 2010-ben vált híressé, a The X Factor hetedik évada után, ahol negyedik lett. Nem sokkal a verseny után a Syco Music lemezkiadónál írt alá egy szerződést. Debütáló kislemeze 2011 júniusában jelent meg Swagger Jagger címmel. A negatív kritikák ellenére a brit kislemezlista első helyéig jutott el a dal, az ír listán pedig második lett. Második kislemeze, a With Ur Love október 31-én jelent meg, Mike Posner közreműködésével. A dal a brit listán negyedik helyig jutott el. Ez debütáló albuma, a Sticks + Stones előtt jelent meg, mely a brit albumlista 4. helyezettje lett, az ír albumlistán pedig hetedik lett. Második stúdióalbuma Sorry I'm Late címmel jelent meg 2014 májusában.

## Stúdióalbumok
| Az album címe   | Az album adatai                                                                                            | Legmagasabb helyezés | Legmagasabb helyezés | Legmagasabb helyezés | Legmagasabb helyezés | Legmagasabb helyezés | Legmagasabb helyezés | Legmagasabb helyezés | Minősítések  | Eladások      |
| Az album címe   | Az album adatai                                                                                            | UK                   | AUS                  | CAN                  | IRE                  | NZ                   | SCO                  | US                   | Minősítések  | Eladások      |
| --------------- | --- | -------------------- | -------------------- | -------------------- | -------------------- | -------------------- | -------------------- | -------------------- | ------------ | ------------- |
| Sticks + Stones | - Első stúdióalbum - Megjelent: 2011. november 7. - Kiadó: Syco, Epic - Formátumok: CD, digitális letöltés | 4                    | 30                   | 11                   | 7                    | 31                   | 2                    | 9                    | - IRE: Arany | - UK: 224 198 |
| Sorry I'm Late  | - Megjelent: 2014. május 23. - Kiadó: Syco, Epic - Formátumok: CD, digitális letöltés                      | 21                   | 23                   | 16                   | 58                   | 26                   | 24                   | 12                   |              |               |

## Kislemezek
| Cím                                                         | Év   | Legmagasabb helyezés | Legmagasabb helyezés | Legmagasabb helyezés | Legmagasabb helyezés | Legmagasabb helyezés | Legmagasabb helyezés | Legmagasabb helyezés | Legmagasabb helyezés | Legmagasabb helyezés | Legmagasabb helyezés | Minősítések                                | Album           |  |
| Cím                                                         | Év   | UK                   | AUS                  | BEL                  | CAN                  | IRE                  | JPN                  | NL                   | NZ                   | SCO                  | US                   | Minősítések                                | Album           |  |
| ----------------------------------------------------------- | ---- | -------------------- | -------------------- | -------------------- | -------------------- | -------------------- | -------------------- | -------------------- | -------------------- | -------------------- | -------------------- | ------------------------------------------ | --------------- |  |
| Swagger Jagger                                              | 2011 | 1                    | —                    | 43                   | —                    | 2                    | 5                    | 60                   | —                    | 1                    | —                    |                                            | Sticks + Stones |  |
| With Ur Love (közreműködik Mike Posner)                     | 2011 | 4                    | 43                   | 61                   | —                    | 5                    | 6                    | —                    | 16                   | 3                    | —                    | - AUS: arany - NZ: arany                   | Sticks + Stones |  |
| Want U Back (közreműködik Astro)                            | 2012 | 25                   | 36                   | 44                   | 11                   | 18                   | 33                   | —                    | 3                    | 23                   | 12                   | - AUS: Platina - NZ: Platina - US: Platina | Sticks + Stones |  |
| Oath (közreműködik Becky G)                                 | 2012 | —                    | 58                   | —                    | 88                   | —                    | —                    | —                    | 15                   | —                    | 99                   |                                            | Sticks + Stones |  |
| I Wish (közreműködik T.I.)                                  | 2013 | 160                  | 40                   | 84                   | —                    | —                    | —                    | 16                   | —                    | —                    | —                    |                                            | Sorry I'm Late  |  |
| Sirens                                                      | 2014 | 41                   | —                    | —                    | —                    | 53                   | —                    | —                    | 20                   | —                    | 48                   |                                            | Sorry I'm Late  |  |
| Activated                                                   | 2016 | —                    | —                    | —                    | —                    | —                    | —                    | —                    | —                    | —                    | —                    |                                            | —               |  |
| "—" nem szerepelt listán, vagy nem jelent meg az országban. |      |                      |                      |                      |                      |                      |                      |                      |                      |                      |                      |                                            |                 |  |

### Közreműködő előadóként
| Title                                                       | Év   | Legmagasabb helyezés | Legmagasabb helyezés | Legmagasabb helyezés | Album |
| Title                                                       | Év   | UK                   | IRL                  | SCO                  | Album |
| ----------------------------------------------------------- | ---- | -------------------- | -------------------- | -------------------- | ----- |
| Heroes (Az X Factor finalistáival)                          | 2010 | 1                    | 1                    | 1                    | -     |
| Rum and Raybans (Sean Kingston Cher Lloyd közreműködésével) | 2012 | -                    | -                    | -                    | -     |
| Really Don't Care (Demi Lovato Cher Lloyd közreműködésével) | 2014 | 92                   | 82                   | 50                   | Demi  |

## Videóklipek
| Cím                                                                 | Év   | Rendező                      |
| ------------------------------------------------------------------- | ---- | ---------------------------- |
| Swagger Jagger                                                      | 2011 | Mike Sharpe & Marcus Moresby |
| With Ur Love (közreműködik Mike Posner)                             | 2011 | Mike Sharpe                  |
| Dub on the Track (közreműködik Ghetts, Mic Righteous és Dot Rotten) | 2011 | Paris Zarcilla               |
| Want U Back                                                         | 2012 | Parris                       |
| Want U Back (amerikai változat)                                     | 2012 | Ciarra Pardo                 |
| Oath (közreműködik Becky G)                                         | 2012 | Hannah Lux Davis             |
| With Ur Love (amerikai változat)                                    | 2013 | Hannah Lux Davis             |
| It's All Good (közreműködik Ne-Yo)                                  | 2013 | Vitaliy Kuzmenko             |
| I Wish (közreműködik T.I.)                                          | 2013 | Gil Green                    |
| Sirens                                                              | 2014 | Darren Craig                 |
| Really Don't Care (Demi Lovato Cher Lloyd közreműködésével)         | 2014 | Ryan Pallotta                |